# Bernstadt (Alb)
Bernstadt (phát âm tiếng Đức: [ˈbɛʁnʃtat]) là một đô thị thuộc huyện Alb-Donau, bang Baden-Württemberg, Đức. Đô thị này có diện tích 13,94km², dân số thời điểm 31 tháng 12 năm 2020 là 2314 người.